# Parti nationaliste (Philippines)
Pour les articles homonymes, voir Parti nationaliste.
Le Parti nationaliste (Partido Nacionalista, Nacionalista Party), abrégé NP, est le plus ancien parti politique des Philippines encore existant. Fondé en 1907, il est l'un des principaux partis de gouvernement jusqu'à l'instauration de la loi martiale en 1972. Cinq présidents de la République sont issus de ses rangs : Manuel L. Quezon (1935-1944), Sergio Osmeña (1944-1946), Ramon Magsaysay (1953-1957), Carlos P. Garcia (1957-1961) et Ferdinand Marcos (1965-1973).

## Historique
Un premier parti nationaliste existe brièvement en 1901, mais est réprimé puis rapidement dissout par les autorités américaines (les Philippines sont alors une colonie des États-Unis),. Le second, et actuel, parti nationaliste actuel est officiellement fondé le 25 avril 1907 par Manuel L. Quezon, Sergio Osmeña, dans le but de promouvoir l'indépendantisme, mais aussi de défendre les intérêts de la classe supérieure (principalia),. Il remporte les élections de 1907 face aux fédéralistes, et domine largement le débat politique jusqu'à l'indépendance en 1946,. Si le parti est quasi hégémonique, des débats internes le secouent si bien que la contestation politique a surtout lieu en son sein. En particulier, en raison de désaccord interne entre Quezon et Osmeña, le parti se scinde temporairement à deux reprises, en 1920 et 1934,.
Avec l'instauration du Commonwaelth par les États-Unis, les Philippins sont appelés aux urnes pour élire un président, et c'est Quezon qui en sort gagnant. Le parti nationaliste est alors bien plus organisé et implanté que tous ses rivaux. À la mort de Quezon en 1944, Osmeña reprend le parti et lui succède en tant que vice-président. En 1946, l'aile libérale du parti fait sécession et crée le parti libéral, qui devient le principal rival des nationalistes jusqu'en 1972,. Ils reportent notamment l'élection de 1946 face à Osmeña. En 1953, Ramon Magsaysay prend la tête du parti nationaliste et est élu président la même année, mais meurt durant sa présidence, si bien que son vice-président Carlos P. Garcia achève son mandat. Les nationalistes remportent aussi les élections de 1965 et de 1969 avec Ferdinand Marcos. Ils perdent en revanche les élections de 1949 et de 1961 face aux libéraux. Marcos déclare la loi martiale en 1972 et crée son propre parti, Kilusang Bagong Lipunan (KBL), en 1973. Cet événement met de fait fin au système bipartisan marqué par l'alternance au pouvoir entre nationalistes et libéraux, qui a cours depuis l'indépendance.
En 1986, les nationalistes soutiennent officiellement Corazon Aquino, la candidate de l'UNIDO, une alliance supra-partisane prônant la démocratie contre le régime autoritaire de Marcos. Avec le retour de la démocratie, le nombre de partis augmente considérablement dans le pays et les nationalistes ne dominent plus la vie politique. Salvador Laurel tente de raviver le parti en 1989 mais perd lourdement l'élection présidentielle de 1992. Manuel Villar succède à Laurel en 2003, mais perd l'élection de 2010. Le parti ne présente pas de candidats aux présidentielles de 1998, 2004 et 2016.

## Organisation
Le parti est organisé en comité à tous les échelons administratifs : municipal, provincial et national. La convention nationale accueille des représentants de toutes les provinces et est censée diriger le parti en élisant notamment ses candidats. En pratique, les rivalités locales et les jeux de pouvoir affectent aussi le fonctionnement du parti.

## Résultats électoraux

### Président
| Élection | Candidat         | Nombre de voix | Pourcentage de voix | Résultat                                                      |
| -------- | ---------------- | -------------- | ------------------- | ------------------------------------------------------------- |
| 1935     | Manuel L. Quezon | 695 332        | 67,99 %             | Gagné                                                         |
| 1941     | Manuel L. Quezon | 1 340 320      | 81,78 %             | Gagné                                                         |
| 1946     | Sergio Osmeña    | 1 129 996      | 45,71 %             | Perdu                                                         |
| 1949     | José P. Laurel   | 1 318 330      | 37,22 %             | Perdu                                                         |
| 1953     | Ramon Magsaysay  | 2 912 992      | 68,90 %             | Gagné                                                         |
| 1957     | Carlos P. Garcia | 2 072 257      | 41,28 %             | Gagné                                                         |
| 1961     | Carlos P. Garcia | 2 902 996      | 44,95 %             | Perdu                                                         |
| 1965     | Ferdinand Marcos | 3 861 324      | 51,94 %             | Gagné                                                         |
| 1969     | Ferdinand Marcos | 5 017 343      | 61,47 %             | Gagné                                                         |
| 1981     | Alejo Santos     | 1 716 449      | 8,25 %              | Perdu (l'aile majoritaire du parti ayant boycotté l'élection) |
| 1986     | NC               | NC             | NC                  | Soutient Corazon Aquino qui remporte l'élection.              |
| 1992     | Salvador Laurel  | 770 046        | 3,40 %              | Perdu                                                         |
| 1998     | NC               | NC             | NC                  | Ne présente pas de candidat.                                  |
| 2004     | NC               | NC             | NC                  | Soutient Gloria Macapagal-Arroyo qui gagne l'élection.        |
| 2010     | Manuel Villar    | 5 573 835      | 15,42 %             | Perdu                                                         |
| 2016     | NC               | NC             | NC                  | Les membres du parti soutiennent différents candidats.        |

### Vice-président
| Élection | Candidat          | Nombre de voix | Pourcentage de voix | Résultat                             |
| -------- | ----------------- | -------------- | ------------------- | ------------------------------------ |
| 1935     | Sergio Osmeña     | 812 352        | 86,91 %             | Gagné                                |
| 1941     | Sergio Osmeña     | 1 445 897      | 92,10 %             | Gagné                                |
| 1946     | Eulogio Rodriguez | 1 051 243      | 47,38 %             | Perdu                                |
| 1949     | Manuel Briones    | 1 184 215      | 46,08 %             | Perdu                                |
| 1953     | Carlos P. Garcia  | 2 515 265      | 62,90 %             | Gagné                                |
| 1957     | José Laurel Jr.   | 1 783 012      | 37,91 %             | Perdu                                |
| 1961     | Gil Puyat         | 1 787 987      | 28,06 %             | Perdu                                |
| 1965     | Fernando Lopez    | 3 531 550      | 48,48 %             | Gagné                                |
| 1969     | Fernando Lopez    | 5 001 737      | 62,76 %             | Gagné                                |
| 1986     | NC                | NC             | NC                  | Soutient Salvador Laurel (vainqueur) |
| 1992     | Eva Estrada-Kalaw | 255 730        | 1,25 %              | Perdu                                |
| 1998     | NC                | NC             | NC                  | Ne présente pas de candidat.         |
| 2004     | NC                | NC             | NC                  | Soutient Noli de Castro (vainqueur)  |
| 2010     | NC                | NC             | NC                  | Soutient Loren Legarda (perdante)    |
| 2016     | NC                | NC             | NC                  | Soutient différents candidats.       |

### Sénat
Note : à partir de 1946 seule une partie des sénateurs est renouvelée à chaque élection.  
| Élection | Nombre de voix | Pourcentage de voix | Sièges gagnés | Sièges occupés après l'élection | Résultat                                                                 |
| -------- | -------------- | ------------------- | ------------- | ------------------------------- | ------------------------------------------------------------------------ |
| 1916     |                |                     | N/A           | 22 / 24                         |                                                                          |
| 1919     |                |                     | N/A           | 21 / 24                         | Gagné                                                                    |
| 1922     |                |                     | N/A           | 15 / 24                         | Scission entre l'aile d'Osmeña (12 sièges) et celle de Quezon (3 sièges) |
| 1925     |                |                     | N/A           | 14 / 24                         | Gagné                                                                    |
| 1928     |                |                     | N/A           | 24 / 24                         | Gagné                                                                    |
| 1931     |                |                     | N/A           | 22 / 24                         | Gagné                                                                    |
| 1934     |                |                     | N/A           | 7 / 24                          | Perdu                                                                    |
| 1941     |                |                     | N/A           | 24 / 24                         | Gagné                                                                    |
| 1946     | 7 454 074      | 41,2 %              | 7 / 16        | 15 / 24                         | Perdu                                                                    |
| 1947     | 10 114 453     | 45,0 %              | 1 / 8         | 8 / 24                          | Perdu                                                                    |
| 1949     | 8 900 568      | 36,6 %              | 0 / 8         | 4 / 24                          | Perdu                                                                    |
| 1951     | 13 266 643     | 59,1 %              | 9 / 9         | 12 / 24                         | Gagné                                                                    |
| 1953     | 9 813 166      | 39,8 %              | 5 / 8         | 13 / 24                         | Gagné                                                                    |
| 1955     | 17 319 389     | 67,6 %              | 9 / 9         | 21 / 24                         | Gagné                                                                    |
| 1957     | 13 273 945     | 47,2 %              | 6 / 8         | 20 / 24                         | Gagné                                                                    |
| 1959     | 17 160 618     | 50,1 %              | 5 / 8         | 19 / 24                         | Gagné                                                                    |
| 1961     | 17 834 477     | 45,1 %              | 2 / 8         | 13 / 24                         | Gagné                                                                    |
| 1963     | 22 983 457     | 50,2 %              | 4 / 8         | 11 / 24                         | Perdu                                                                    |
| 1965     | 21 619 502     | 43,8 %              | 5 / 8         | 11 / 24                         | Gagné                                                                    |
| 1967     | 30 704 100     | 62,8 %              | 6 / 8         | 16 / 24                         | Gagné                                                                    |
| 1969     | 32 726 305     | 60,8 %              | 6 / 8         | 18 / 24                         | Gagné                                                                    |
| 1971     | 24 819 175     | 42,6 %              | 3 / 8         | 16 / 24                         | Gagné                                                                    |
| 1987     | NC             | NC                  | NC            | NC                              | Soutient l'alliance GAD.                                                 |
| 1992     | 14 499 923     | 5,3 %               | 0 / 24        | 0 / 24                          | Perdu                                                                    |
| 1995     | NC             | NC                  | NC            | NC                              | Ne présente pas de candidat.                                             |
| 1998     | NC             | NC                  | NC            | NC                              | Ne présente pas de candidat.                                             |
| 2001     | 770 647        | 0,3 %               | 0 / 13        | 0 / 24                          | Perdu                                                                    |
| 2004     | NC             | NC                  | NC            | NC                              | Ne présente pas de candidat.                                             |
| 2007     | 27 125 724     | 10,1 %              | 2 / 12        | 3 / 24                          | Mène la coalition Genuine Opposition (vainqueur)                         |
| 2010     | 49 585 503     | 16,7 %              | 3 / 12        | 4 / 24                          | Division (deux candidats rejoignent le PMP)                              |
| 2013     | 45 100 266     | 15,3 %              | 3 / 12        | 5 / 24                          | Membre de la coalition Team PNoy menée par les libéraux (vainqueur)      |
| 2016     | 2 775 191      | 14,4 %              | 0 / 12        | 3 / 24                          | Division (perdu)                                                         |
| 2019     | 60 955 374     | 16,86 %             | 3 / 12        | 4 / 24                          | Gagné (membre de la coalition majoritaire)                               |

### Chambre des représentants
| Élection | Nombre de voix | Pourcentage de voix | Sièges   | Résultat                                                                                |
| -------- | -------------- | ------------------- | -------- | --------------------------------------------------------------------------------------- |
| 1907     |                |                     | 32 / 80  | Gagné                                                                                   |
| 1909     |                |                     | 62 / 81  | Gagné                                                                                   |
| 1912     |                |                     | 62 / 81  | Gagné                                                                                   |
| 1916     |                |                     | 75 / 90  | Gagné                                                                                   |
| 1919     |                |                     | 83 / 90  | Gagné                                                                                   |
| 1922     |                |                     | 64 / 93  | Division entre l'aile de Quezon (35 représentants) et celle d'Osmeña (29 représentants) |
| 1925     |                |                     | 64 / 92  | Gagné                                                                                   |
| 1928     |                |                     | 71 / 94  | Gagné                                                                                   |
| 1931     |                |                     | 66 / 94  | Gagné                                                                                   |
| 1934     |                |                     | 89 / 92  | Division entre l'aile de Quezon (70 représentants) et celle d'Osmeña (19 représentants) |
| 1935     |                |                     | 83 / 89  | Gagné                                                                                   |
| 1938     |                |                     | 98 / 98  | Gagné                                                                                   |
| 1941     |                |                     | 95 / 98  | Gagné                                                                                   |
| 1946     | 908 740        | 37,84 %             | 35 / 98  | Perdu                                                                                   |
| 1949     | 1 178 402      | 34,05 %             | 33 / 100 | Perdu                                                                                   |
| 1953     | 1 930 367      | 47,30 %             | 31 / 102 | Perdu                                                                                   |
| 1957     | 2 948 409      | 61,18 %             | 82 / 102 | Gagné                                                                                   |
| 1961     | 3 923 390      | 61,02 %             | 74 / 104 | Gagné                                                                                   |
| 1965     | 3 028 224      | 41,76 %             | 38 / 104 | Perdu                                                                                   |
| 1969     | 4 590 374      | 80,00 %             | 88 / 110 | Gagné                                                                                   |
| 1978     | 688 130        | 0,33 %              | 0 / 165  | Perdu                                                                                   |
| 1984     |                |                     | 2 / 183  | Perdu                                                                                   |
| 1987     | 1 444 399      | 7,19 %              | 4 / 200  | Membre de la coalition GAD (perdant)                                                    |
| 1992     | 730 696        | 3,92 %              | 4 / 199  | Membre de la coalition menée Lakas-NUCD-UMDP (perdant)                                  |
| 1995     | 153 088        | 0,79 %              | 1 / 204  | Perdu                                                                                   |
| 1998     | 4 412          | 0,02 %              | 0 / 245  | Ne présente pas de candidat.                                                            |
| 2001     | NC             | NC                  | NC       | Ne présente pas de candidat.                                                            |
| 2004     |                |                     | 2 / 237  | Perdu                                                                                   |
| 2007     |                |                     | 11 / 271 | Division (perdu)                                                                        |
| 2010     | 3 872 637      | 11,35 %             | 25 / 287 | Mène une coalition (perdu)                                                              |
| 2013     | 2 340 994      | 8,49 %              | 17 / 292 | Perdu                                                                                   |
| 2016     | 3 512 975      | 9,42 %              | 24 / 297 | Perdu                                                                                   |
| 2019     | 6 554 911      | 16,32 %             | 42 / 306 | Membre de la coalition majoritaire                                                      |